# مساوات‌خواهی
مساوات‌خواهی یا برابری طلبانه (به فرانسوی: égalitarisme)(به انگلیسی: equalitarianism یا egalitarianism) اصلی ست که صرفاً می‌گوید: «سود و زیان را به‌طور مساوی تقسیم کن و به هر کسی به یک اندازه بده.» اصل مساوات‌خواهی را زمانی می‌توان انجام داد که بدانید چه مقدار را باید تقسیم کنید (با فرض این که بشود آن را به صورت عدد و رقم درآورد) و در میان چه کسانی باید تقسیم نمود. تنها کاری که باید انجام داد این است که آن مقدار را بر شمار افرادی که از آن سهم می‌برند بخش کرد. نیازی نیست چیزی دربارهٔ افراد، شخصیت آنها، نیازهایشان و خواسته‌های آن‌ها دانست. تنها کاری که باید انجام شود این است که با همه به یکسان رفتار شود. در این دیدگاه، تقسیم سود و زیان به شکلی یکسان گویای آن است که رفتار شما با مردم یکسان است.
مساوات‌خواهی با برابرخواهی تفاوت دارد. وقتی مردم از مساوات‌خواهی سخن می‌گویند غالباً اصلی دیگر، یعنی برابرخواهی، را در نظر دارند.
در قرن بیستم، بعد تازه‌ای از رعایت مساوات در توزیع ثروت و تولید مطرح شده‌است. آنچنانکه تجربه تاریخی نشان داده‌است، محو نوعی از نابرابری، می‌تواند زمینه را برای نابرابری هایی دیگر فراهم کند. زیرا که ناهمسانی‌های سیاسی، اجتماعی و اقتصادی، همراه هم و در یک مسیر افزایش و کاهش ندارند، بلکه در نظام‌های بسیاری، به اسم برابری اقتصادی، تمامی حقوق سیاسی فرد و حق مشارکت وی در تصمیمات سلب می‌گردد.

## برابرخواهی
برابرخواهی مفهومی نزدیک به مساوات‌خواهی است، اما با آن تفاوت دارد. برابرخواهی همانند اصل مساوات‌خواهی، به ما می‌گوید که با همگان به شکلی برابر رفتار کنیم؛ ولی در حالی که منظور مساوات‌خواهی از این قاعده آن است که باید بدون در نظر گرفتن نیازها، خواسته‌ها، استحقاق، قابلیت، ارزش یا هر چیز دیگر منافع و مضار را برای همگان توزیع کنیم، برابرخواهی مستلزم آن است که آثار توزیع (منافع و مضار) را بر روی مردم بسنجیم تا اطمینان حاصل کنیم که این توزیع رفتاری است برابرانه. به عنوان مثال:
اگر بعضی‌ها بیش از آنچه می‌توانند بخورند داشته باشند و دیگران گرسنگی بکشند، دادن یک قرص نان به هر کدام از آن‌ها مقتضیات اصل مساوات‌خواهی را برآورده می‌سازد ولی مقتضیات اصل برابرخواهی را تأمین نمی‌کند. این کار به عده‌ای بسیار زیاد می‌دهد و به عده‌ای بسیار کم. درست همان‌طور که اگر عده‌ای تندرست باشند و عده‌ای دیگر علیل و ناتوان، مطالبه کار سخت از هر کدام آن‌ها منطقا منجر به آن می‌شود که عده‌ای نیروی بسیار زیادی صرف کنند و عده‌ای دیگر نیرویی اندک. رفتار یکسانی که مساوات‌خواهی اقتضا دارد، لزوماً رفتار برابرانه‌ای نیست که از برابرخواهی لازم می‌آید.